# 영월역
영월역(Yeongwol station, 寧越驛)은 강원특별자치도 영월군 영월읍에 위치한 태백선의 철도역이자 충북지사의 그룹대표역이다.
역사는 한옥 형식으로 건설되었으며, 한국철도공사 선정 준철도기념물로 지정되었다. 1956년 완공 이후로 많은 관광객이 찾고 있다.

## 역사
- 1955년 6월 30일 : 역사 신축 착공
- 1955년 12월 30일 : 역사 준공
- 1956년 1월 17일 : 보통역으로 영업 개시[1]
- 1964년 4월 1일 : 화력발전소 전용선 부설
- 1972년 2월 10일 : 사무관역으로 승격
- 1973년 3월 26일 : 민수용 무연탄 도착취급역 지정[2]
- 2007년 11월 1일 : 화물 취급 중지[3]
- 2013년 4월 12일 : 중부내륙순환열차(O-Train) 운행 개시
- 2013년 11월 14일 : 제천 기점 34.7km로 변경[4]
- 2015년 1월 22일 : 정선아리랑열차(A-Train) 운행 개시
- 2015년 6월 1일 : 중부내륙순환열차 운행 계통 변경으로 여객 취급 중지
- 2020년 3월 2일 : 영동선 동해행 누리로 운행으로 무궁화호 전환
- 2020년 3월 3일 : 영동선 동해행 누리로 운행 개시
- 2023년 9월 1일 : 중앙선 ITX-마음 운행 개시

## 역 구조
1면 2선의 승강장이 있는 지상역이다. 화물전용 플랫폼이 있으며, 여객 전용 승차장 뒤에는 시멘트 수송 전용 화차가 대기한다.

### 승강장
| ↑ 쌍룡  |
| ２１ \| |
| 예미 ↓  |

| 1 | 태백선 | 철암 · 분천 · 태백 · 아우라지 · 동해 방면 |
| 2 | 태백선 | 제천 · 원주 · 양평 · 청량리 방면          |

## 기타
지선 : 영월화력선

## 인접한 역
| 태백선 · 영동선  | 태백선 · 영동선 | 태백선 · 영동선  |
| ---------------- | --------------- | ---------------- |
| 제천 청량리 방면 | ITX-마음 중앙선 | 민둥산 동해 방면 |
| 쌍룡 청량리 방면 | 무궁화 태백선   | 예미 동해 방면   |
| 제천 청량리 방면 | 정선아리랑열차  | 예미 정선 방면   |